# أوقستو تشافيس باتيستا
أوقستو تشافيس باتيستا (بالبرتغالية: Augusto Chaves Batista) هو أخصائي فطريات وعالم نبات برازيلي، ولد في 15 يونيو 1916 في Santo Amaro, Bahia ‏ في البرازيل، وتوفي في 30 نوفمبر 1967 في ريسيفي في البرازيل.